# Shlomo Carlebach
Shlomo Carlebach (n. 14 ianuarie 1925, Berlin – d. 20 octombrie 1994, Canada), a fost un rabin, cântăreț și compozitor evreu american de muzică religioasă și hasidică, de origine germană. A fost denumit "Rabinul cântăreț" ("The singing rabbi" הרב המזמר) sau "Rabinul dansator" ("The dancing rabbi" -הרב המרקד). Shlomo Carlebach a îmbinat spiritul muzicii hasidice cu cel al muzicii din anii '60 ("sixties”) și este considerat cel mai însemnat autor de cântece religioase evreiești din a doua jumătate a secolului al XX-lea. După studii religioase în mediul rabinic ortodox lituanian ("mitnagdim" adică "oponenți" față de adepții hasidismului, în lumea celor care învață Tora), Shlomo Carlebach a aderat la mișcarea hasidică Habad (חב"ד), iar mai târziu a întemeiat un curent hasidic propriu, denumit de unii „neo-hasidic”.

## Copilăria și studiile în Lituania și SUA
Shlomo Carlebach  s-a născut în 1925, la Berlin, în familia rabinului ortodox Hartwig Naftali Carlebach (1889 – 1967). Numele particular i-a fost dat, conform obiceiurilor iudaismului ashkenaz, în memoria bunicului său, dr. Salomon Carlebach, fost rabin șef al evreilor din Lübeck. Mama sa, Paula Pessia Cohn, era de asemeni urmașa unei prestigioase familii de rabini. Tatăl ei, Asher Michael Cohn, a fost șef rabin la Basel, în Elveția și unul din fondatorii mișcării mondiale a iudaismului ultraortodox Agudat Israel. Familia rabinului Carlebach a emigrat în 1931 la Baden, lângă Viena, în Austria. În 1933, după ce naziștii au venit la putere în Germania, familia sa a plecat din Austria în Elveția și de acolo în SUA.
La patru ani, micul Shlomo cunoștea deja Tora cu comentariul lui Rashi iar la cinci ani a început să învețe capitole din Talmud. În 1938 a plecat la Telz (Telšiai), în Lituania, pentru a studia acolo într-o yeșivă renumită. În 1939, în împrejurările începerii celui de-al doilea război mondial și a perioadei Holocaustului, a părăsit Europa în 1939 și s-a alăturat tatălui său la New York, în sinagoga sa, numită "Kehilat Yaakov" ("Comunitatea lui Iacob") din West 79th Street, Upper West Side, NY. După moartea tatălui său în 1967, împreună cu fratele său, Eli Haim Carlebach, a preluat conducerea spirituală a acestei sinagogi. 
Studiile rabinice le-a continuat în yeshivele ortodoxe "Tora veDaat", "Rabbi Chaim Berlin" din Brooklyn și la Beth Hamidrash Hagavoha din Lakewood, New Jersey, condusă de rabinul Aharon Kotler. De asemenea, a studiat la Universitatea Columbia. 
În cursul studiilor, Shlomo Carlebach s-a distins prin talentul său muzical și a oficiat ceremonii în calitatea de hazan (cantor), cu prilejul principalelor sărbători evreiești.

## Activitatea sa publică
În tinerețe, Shlomo Carlebach a părăsit curentul rabinic „lituanian” și, în scurtă vreme, a devenit un învățăcel sau adept al celui de-al șaselea rabin din Lubavich, Yossef Itzhak Schneersohn, conducătorul hasidimilor Habad. În anii 1951 – 1954, a activat ca unul din primii emisari ai fiului acestuia, rabinul Menachem Mendel Schneersohn, cunoscut ca al șaptelea și ultimul Rabin din Lubavitch. 
De atunci, călăuzit în mod sincer de idealuri de dragoste universală pentru oameni, folosindu-și talentul de cântareț trubadur și povestitor carismatic, cu părul lăsat lung și cu ghitara în mână, a difuzat în rândurile tinerilor hippies evrei și o activitate filantropică de asistență morală și socială. Simultan, Shlomo Carlebach provăduia o modalitate de reîntoarcere la religia iudaică și la tradiția părinților sub o formă mai liberală sau tolerantă, adaptată la noile realități. Această modalitate de revenire la iudaism nu a fost bine văzută de establishment-ul iudaic ortodox. A fost criticat de exemplu pentru faptul că admitea în prezența sa dansuri mixte de bărbați și femei și că dădea mâna sau chiar se îmbrățișa cu femei străine, contrar interdicțiilor impuse de verdictele rabinice ortodoxe Halaha.
(Ulterior a devenit obiectul a numeroase plângeri din partea unor femei pentru hărțuială sexuală, acuzații rămase neanchetate până la capăt, dar care au dus la împiedicarea de către organizații feministe a numirii unei străzi la New York în amintirea lui).
Între altele, Shlomo Carlebach  a depus eforturi pentru încurajarea evreilor din fosta URSS care sufereau de o pe urma unei grele represiuni culturale și luptau pentru dreptul la emigrare in Israel. 
În anul 1970 a vizitat prima oară URSS-ul și a organizat, cu entuziasmul caracteristic, sărbătoarea de Simhat Tora la sinagoga de pe strada Arhipov din Moscova.

## Un nou tip de hasidism - De la generația Hippy la New Age

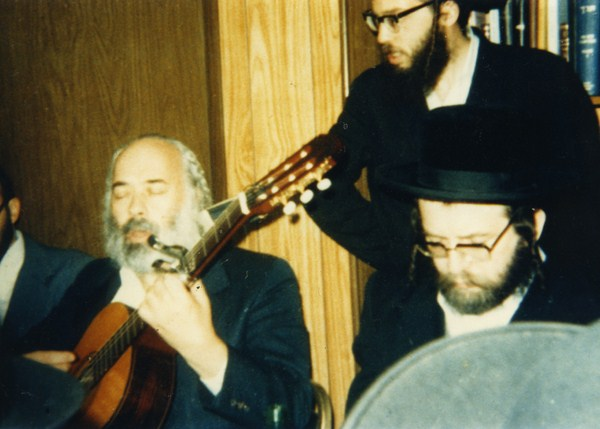

Mai târziu, Shlomo Carlebach a creat el însuși un curent hasidic sui generis, uneori denumit neo-hasidic, având la un moment dat zeci de mii de adepți, mai ales din rândurile tinerilor evrei național-religioși, a unor foști hippies și altor categorii de tineri numiți uneori "havakukim" (termen mnemotehnic creat din numele profetului biblic Habacuc),
(hasidimi Habad, Hasidismul Braslav, Karlebach și admiratori ai învățăturii apropiate de sionismul mesianic al rabinilor din familia Kook din Israel). Oarecum în pas cu spiritul New Age din anii 1990, a propovăduit o învățătură care accepta moștenirea culturală a tuturor curentelor iudaice ortodoxe aminitite, inclusiv scrierile cabalistice, scrierile rabinului Mordehai Iosef Leiner din Ishbitz, ale lui Kalonymus Kalman Shapira din Piasetzno (perit în Holocaust) și ale altora. A fost apropiat de conducătorii habadnici și de alți lideri hasidici, precum rabinul din Bobov și rabinul din Amshinov. 
A efectuat turneuri inclusiv în India și Extremul Orient, iar unele dintre melodiile sale au fost adoptate de alte culte religioase, mai ales creștine, fiind interpretate, de pildă de coruri de Gospel, etc. 
În cursul ultimilor decenii de viață, Shlomo Carlebach a trăit în Manhattan, NY, la San Francisco, la Toronto și în moshavul Mevo Modiim din Israel, întemeiat de adepții săi
lângă Latrun. 
In 1978, Shlomo Carlebach s-a căsătorit cu profesoara Elaine Neila Glick. Cuplul a avut două fiice - Nedara și Neshama. Neshama Carlibach este ea însăși compozitoare și cântăreață în stilul tatălui ei.
Shlomo Carlebach a murit pe neașteptate în urma unui infarct miocardic în avion în timp ce plecase în vizită la rudele sale din Canada.
A fost înmormântat la cimitirul de pe muntele Har Hamenuhot la Ierusalim.

## Activitatea muzicală
A început să scrie cântece (fără să știe a citi notele muzicale) de la sfârșitul anilor 1950, o mare parte din ele bazate pe versete din Biblia ebraică sau din cărțile evreiești de rugăciuni (Sidur, Mahzor). 
Multe din aceste melodii au devenit șlagăre în comunitățile evreiești de pretutindeni, ca de pildă: "Am Israel Hai ,Od Avinu Hai" עוד אבינו חי עם ישראל חי (Poporul lui Israel trăiește, Tatăl nostru mai trăiește) (1968, înregistrat în Israel ), dedicat luptei pentru emigrarea liberă a evreilor din URSS, Pithu Li פתחו לי (în pronunția așkenază Piskhu li -din al treilea album înregistrat la clubul Village Gate) (Deschideți-mi Poarta dreptății ), Barhi nafshi ברכי נפשי (binecuvântează, sufletul meu, pe Domnul) (din al doilea album al său)
Ha'er eynenu האר עינינו (Luminează-ne ochii),
ובאו האובדים (Și veni-vor cei rătăciți)(1972) interpretat cu succes în Israel de formația Shokolat Menta Mastik, Lemaan akhay ve reay (Pentru frații și prietenii mei)(למען אחי ורעי (1974 (acestea ultimele două dedicate cauzei evreilor din URSS), Israel Israel, ישראל ישראל (hit al anului 1971) , "Încă va suna" עוד יישמע (acesta din urmă popularizat cu mare succes în Israel de către duo-ul Re'im la Festivalul cântecului hasidic). 
Cariera de cântăreț a început-o in Greenwich Village, unde l-a întâlnit pe Bob Dylan și alți soliști folk.
Apoi s-a mutat la Berkeley, în California, unde a participat în 1966 la un festival de muzică Folk. În acea perioadă a deschis în continuare la Height Ashbury, la San Francisco, un centru numit „Casa dragostei și a rugăciunii” destinat tineretului în nevoie, homeless sau dependent de droguri. 
O parte din cântecele sale de succes (de pildă "Ha'er eineinu") le-a scris pentru Festivalurile de muzică hasidică organizate în anii '70 în Israel. A apărut la un asemenea festival în compania altor soliști și creatori israelieni ca Duo Re'im, Svika Pick, Nurit Hirsh . Elevii săi au înființat o așezare in Israel -moshavul Mevo Modiim lângă Latrun, specializat în turism și activități didactice și care este patronat, între altele, de mișcarea muncitorească ultrareligioasă Poalei Agudat Israel.
Primul său album „Haneshama lakh - Shirey Nishmati” {Sufletul meu Ție - Cântecele sufletului meu) l-a înregistrat în anul 1957 la compania Zimra din New York. În această înregistrare a fost acompaniat de orchestra și corul dirijat de Milton Okum, care a fost și autorul adaptării cântecelor.
In album figurau cântecele Esa eynay (Îmi voi ridica privirea} și Av Harahamim (Tatăl cel milos), devenite și ele binecunoscute. 
În decursul unei cariere de circa 30 ani, Shlomo Carlebach a înregistrat 25 albume care continuă să se bucure de popularitate.
Multe formații muzicale contemporane specializate în Jewish Rock and Soul - Moshav Band, Soulfarm, Reva LeSheva, Naftali Abramson - au fost în mare măsură influențate de muzica sa.
După moartea sa, au fost organizate și în Israel evenimente muzicale în amintirea sa, ca de pildă la festivalul muzicii israeliene la Arad. S-a creat un fond cu scopul de a perpetua patrimoniul său artistic și spiritual.

## In memoriam
- 1996 - Martin Davidson, conducătorul formației Avney Hakotel (Pietrele Zidului) a creat un musical intitulat "Shloymale", inspirat din viața și muzica lui Shlomo Carlebach.
- Strada Shir LiShlomó (Cântare lui Solomon) din cartierul Ramat Denia din Ierusalim a fost numit în amintirea lui Carlibach

- Boaz Shahak din Israel a regizat filmul documentar You Never Know, închinat vieții și activității rabinului Carlebach si care a fost prezentat la Festivalul de film Ierusalim (2008)

## Discografie
- Haneshama Lach [Songs of My Soul] - 1959
- Barchi Nafshi [Sing My Heart] - 1960
- Shlomo Carlebach Live - 1961
- Wake Up World (Rare) - 1962

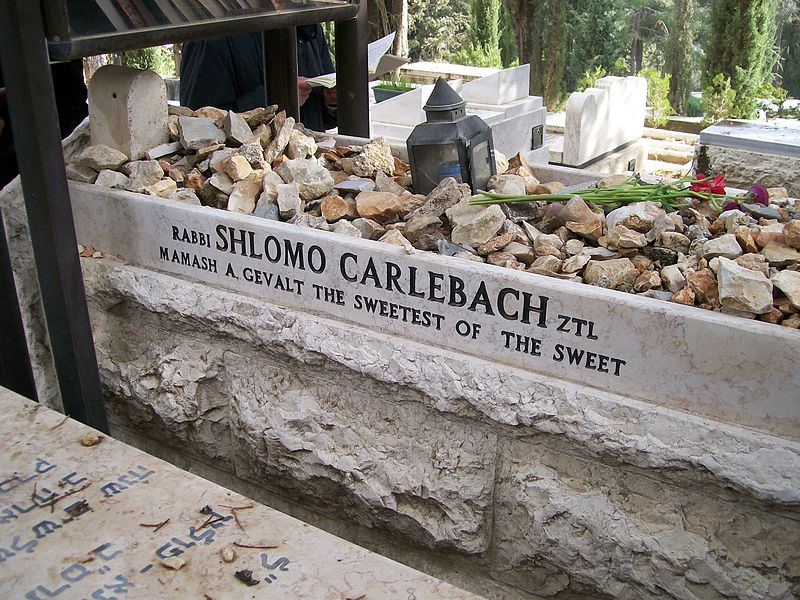
Mormântul lui Shlomo Carlebach în cimitirul Har Hamenuhot din Ierusalim

- At The Village Gate - 1963 פתחו לי
- In The Palace Of The King - 1965
- I Heard the Wall Singing [2 vol.] - 1968
- Days Are Coming - 1973
- Uvnei Yerushalayim - 1970s
- Am Yisrael Chai - 1973
- V'Ha'eir Eineinu - 1970s
- Yisrael B'tach BaShem - 1973-4 (Israel, Israel)
- Hisoriri - 1970s
- Live in Tel-Aviv [Heichal HaTarbut] - 1976
- Nachamu Ami - 1983
- Shvochin Asader - 1988
- Carlebach in Jerusalem [Al Eileh] - 1980s
- Live in Concert for the Jews of Russia - 1980s
- Even Ma'asu HaBonim - 1990s
- Shlomo Sings with the Children Of Israel - 1990
- Shabbos with Shlomo - 1992